# Thống đốc Tennessee
Thống đốc bang Tennessee là người đứng đầu bang Tennessee. Đây là chức vụ duy nhất được bầu vào toàn bang Tennesse. Đương kim Thống đốc là Bill Lee, người đã nhậm chức vào năm 2019.

## Danh sách
1. ↑  "CSG Releases 2013 Governor Salaries" (Thông cáo báo chí). Council of State Governments. ngày 25 tháng 6 năm 2013. Bản gốc lưu trữ ngày 22 tháng 10 năm 2014. Truy cập ngày 23 tháng 11 năm 2014.